# El extraño despertar del Pitufo Perezoso
El extraño despertar del Pitufo Perezoso (en el francés original L'Étrange Réveil du Schtroumpf paresseux) es la historieta principal del decimoquinto álbum de los Pitufos.
Fue publicada junto a El tren de los pitufos, El pitufo y su dragón, Los pitufos bomberos y Un topo entre los pitufos.

## Argumento
Después de que el Pitufo Perezoso se queda dormido pintando su propia casa, los otros pitufos deciden gastarle una broma; añaden polvo, grietas y telarañas falsas a toda la Aldea Pitufa, así que cuando el Pitufo Perezoso despierta, cree que ha estado durmiendo por varios años. Se encuentra con los pitufos disfrazados para parecer viejos, excepto el Gran Pitufo, que solo le dice que los cambios no son tan notorios después de cierta edad, y otro pitufo que finge ser el Bebé Pitufo crecido. Como todos son viejos, el Pitufo Perezoso debe hacer todos los quehaceres. Tras trabajar duro, el Pitufo Perezoso alcanza a escuchar una conversación que revela la charada. Entonces, durante la cena, el Pitufo Perezoso cuenta que al leer el libro del Gran Pitufo encontró una fórmula para rejuvenecer cien años y la añadió a la comida. El Pitufo Perezoso le dice en secreto al Gran Pitufo que no es cierto, pero los preocupados pitufos (que tienen exactamente 100 años, excepto la Pitufina aún más joven, así que el rejuvenecimiento los mataría) buscan una fórmula de envejecimiento en casa del brujo Gargamel, quien vuelve poco después de que terminan la fórmula y al saber solo que los Pitufos estaban haciendo un elixir para ellos mismos, lo bebe y se convierte en un anciano. El Pitufo Perezoso revela su farsa y los pitufos (por sugerencia del Pitufo Juerguista) hacen una fiesta en la aldea, excepto por el Pitufo Perezoso que está cansado por todo lo que trabajó ese día.